# Sonderung
Eine Sonderung ist die Aufteilung von Flurstücken auf der Grundlage der Daten des Liegenschaftskatasters ohne zeit- und arbeitsaufwändige Liegenschaftsvermessungen. Sonderungen sollen die Aufteilung von Flurstücken im Vergleich zu Teilungsvermessungen kostengünstiger gestalten und das Verfahren beschleunigen. Das Verfahren der Sonderung unterscheidet sich in den einzelnen Bundesländern und ist in den dortigen Liegenschaftsgesetzen geregelt. Rechtsgrundlage im Übrigen ist das Bodensonderungsgesetz.

## Rheinland-Pfalz

### Einfache Sonderung
Die einfache Sonderung führt zu nicht festgestellten (nF) Flurstücksgrenzen. Die gesetzliche Grundlage hierfür bildet der § 15 LGVerm und § 18 LGVermDVO. Voraussetzungen dazu sind:
- die sachgerechte Führung des Liegenschaftskatasters,
- die Flächen müssen mit ausreichender Genauigkeit berechnet werden können,
- Zustimmung des Fachbereichsleiters 1 des zuständigen VermKA,
- nur Flächen von geringem Wert (z. B. Flurstücke in Waldgebieten, Sumpfgebiet, an Steilhängen),
- es handelt sich um ein einzelnes Flurstück,
- das Flurstück liegt im Außenbereich,
- nicht im Zusammenhang mit Bauwerken.

Die neue Grenze ist nach Angaben der Eigentümer in einem Auszug aus der Liegenschaftskarte ohne grenzbestimmende Maße darzustellen. Über die Sonderung ist eine Grenzniederschrift zu führen. Diese ist jedoch nicht so umfangreich wie die der qualifizierten Sonderung.

### Qualifizierte Sonderung
Bei qualifizierten Sonderungen werden die neu entstandenen Flurstücksgrenzen festgestellt. Die qualifizierte Sonderung ist ein gleichwertiges Verfahren zu Liegenschaftsvermessungen. Voraussetzungen dazu sind:
- Koordinatenkataster bzw. Anschluss des Umrings an den vermessungstechnischen Raumbezug (notfalls durch eine vorweg durchgeführte Liegenschaftsvermessung),
- koordiniertes Grenz- und Gebäudepunkt-Feld,
- wenn die Grenzpunkte des Umrings koordiniert oder koordinierbar sind,
- Abweichungen zwischen den berechneten und den gemessenen Strecken kleiner als 0,07 m sind (Durchschnitt < 0,04 m),
- die neuen Flurstücksgrenzen unmittelbar in die bisherigen Flurstücksgrenzen eingebunden werden.

Die bestehenden Flurstücksgrenzen müssen festgestellt sein. Eine erneute Sonderung eines Flurstücks, das durch eine Sonderung ohne nachfolgende Abmarkung entstanden ist, ist nicht zulässig. Der Zahlennachweis muss die Gewähr geben, dass die Zwangsbedingungen die Abweichung zwischen Soll- und Iststrecken 0,07 m nicht überschreiten (z. B. 3 m parallel zum Gebäude, Gebäude eindeutig alt oder neu verputzt).
Werden bei einer qualifizierten Sonderung mehr als zwei Bauplätze gebildet, so ist eine nachgehende Wiederherstellung und Abmarkung der Grenzen gesetzlich geboten. Bei 1–2 Bauplätzen kann die spätere Abmarkung der Grenzen auf Antrag unterbleiben.